# Żleb pod Szczawnem

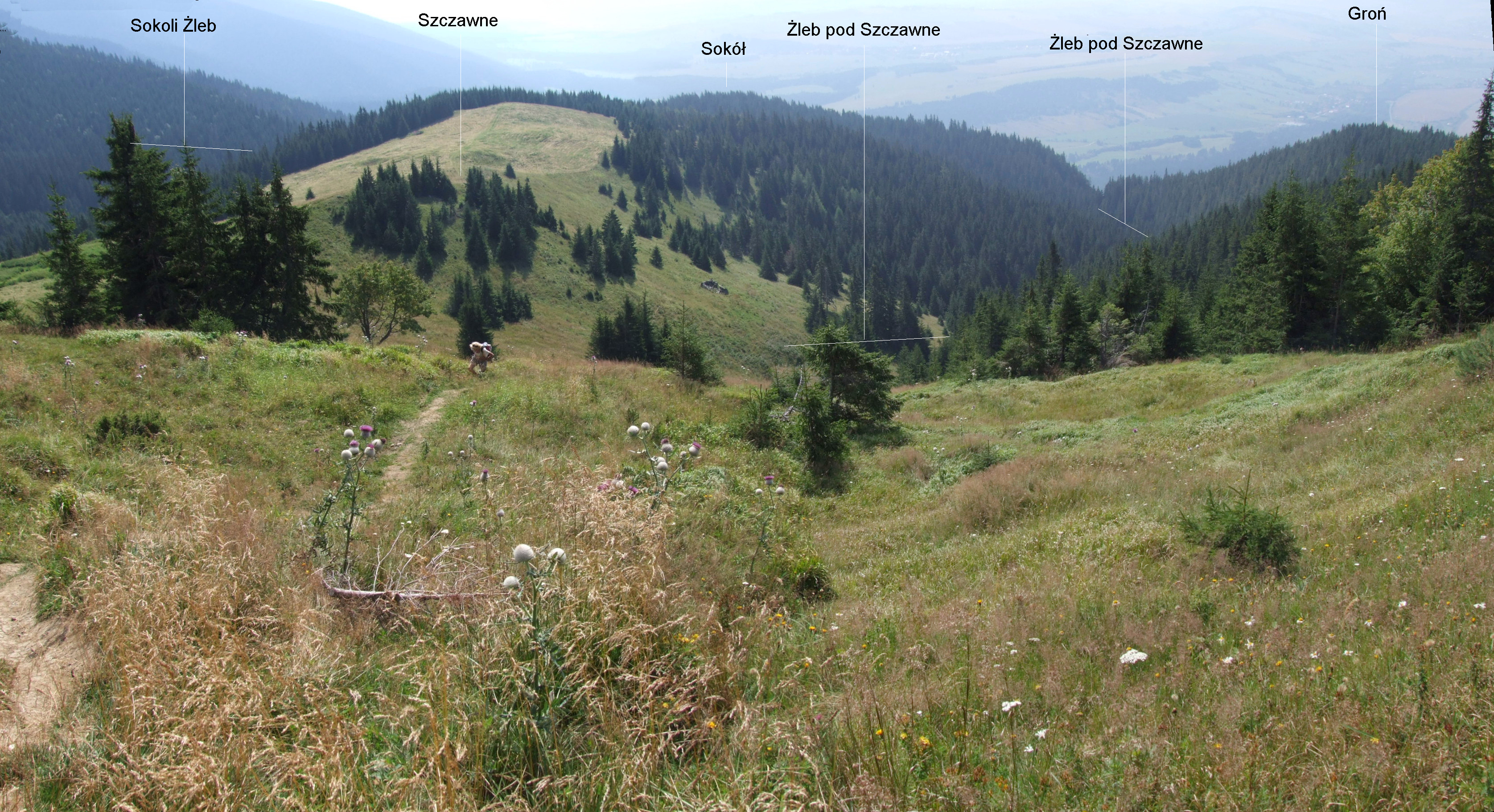
Widok z Babek

 Żleb pod Szczawnem (słow. Dolina pod Štiavnem) – niewielka żlebowata dolinka w słowackich Tatrach Zachodnich. Opada w południowym kierunku spod szczytu Babek  pomiędzy grzbietami Gronia i Szczawnego. Przy zachodnich zboczach Sokoła zmienia kierunek na południowo-zachodni. Jej przedłużeniem w dół jest żleb Uhlisko.
Żleb pod Szczawnem znajduje się w rejonie skał wapiennych. Jest w dolnej części zalesiony, w górnej trawiasty. Tereny te nadal są wypasane. Wchodzą w skład hali Czerwieniec (Červenec) obejmującej również polanę Czerwieniec i trawiasty grzbiet od Babek po Przedwrocie. Spod szczytu Babek Żlebem pod Szczawnem schodzą lawiny. Dolnym odcinkiem tej dolinki prowadzą dwa szlaki turystyczne. Normalnie jest to dolinka sucha, nie spływa nią żaden potok.

## Szlaki turystyczne
– niebieski: Bobrowiecki Wapiennik – Żleb pod Szczawne – rozdroże pod Babkami – Chata Czerwieniec – Przedwrocie. 3:20 h, ↓ 2:35 h
  zielony: rozdroże pod Tokarnią – Żleb pod Szczawne – rozdroże pod Babkami – Babki – Siwy Wierch.  Czas przejścia: 4:50 h, ↓ 4  h